# Trigona fuscipennis
Las abejas de la especie Trigona fuscipennis pertenecen a la tribu Meliponini o abejas sin aguijón de la familia Apidae. En diferentes países se las conoce como: "mapaitero", "sanharó", "abelha-brava", "xnuk", "k'uris-kab", "enredapelos", "cortapelo", "currunchus", "Zagaño "  "Guaxupé".

## Distribución
Se distribuyen desde México hasta Ecuador y Brasil. Se encuentran en altitudes bajas, entre los 200-500 m s. n. m.

## Descripción
Las obreras son de coloración completamente negra. Las antenas no tienen las cerdas erectas y negras que se encuentran en otras especies. Tienen un metasoma corto y ancho y una longitud corporal de unos 5 mm. Se confunden fácilmente con T. corvina a pesar de que son más pequeñas.
La reina es de color marrón oscuro. Mandíbulas negras, excepto por una angosta franja rojiza inmediatamente detrás de los cinco dientes negros justo antes de la cumbre de las mandíbulas. Clípeo relativamente plano. Pelos del clípeo muy cortos e imperceptibles. Escutelo sobrepasando el metanoto visto dorsalmente. Parte distal de la tibia trasera no muy ancha, con un débil ángulo apical posterior ligeramente curvado. Área sedosa de la superficie interna del basitarso posterior muy grande, cubriendo más de la mitad de la superficie del basitarso. Abdomen casi tan ancho como el tórax, de forma trigonal.

## Aspectos biológicos
Se las considera importantes polinizadores en las selvas húmedas.
A pesar de que esta especie no tienen aguijón posee medios de defensa bastante eficientes. Es extremadamente agresiva con sus invasores. Su estrategia consiste en enredarse en el pelo e introducirse debajo de la ropa donde pueden producir a su víctima dolorosos mordiscos con sus mandíbulas.
Presenta un olor extraño diferente al de otras especies. Algunos investigadores aseguran que suele visitar la carroña de animales muertos.

### El nido
Trigona fuscipennis casi siempre construye nidos en cavidades o huecos hechos por los pájaros o en los nidos expuestos de termitas Nasutitermes generalmente abandonados. La entrada es en forma de embudo, hasta 13 cm proyectos de ancho y sólo a unos 3 cm de la superficie del nido. La estructura interna de sus nidos está soportada por pilares y vigas, hechas de cerumen, que van a través del panal de cría. Los panales son horizontales están unidos entre sí en forma de espiral, y no constituyen simples unidades circulares; más bien son unidades complejas con grupos independientes en diferentes lugares. Los nidos también tienen grupos de células de cera globulares.